# Melissa Joan Hart
Melissa Joan Catherine Hart (ur. 18 kwietnia 1976 w Smithtown w stanie Nowy Jork) – amerykańska aktorka, producentka i reżyserka filmowa.
Znana głównie z tytułowej roli w serialu Sabrina, nastoletnia czarownica oraz jego fabularnych ekranizacjach. Jest córką Williama i Pauli Hartów. Ma czworo rodzeństwa: siostry-aktorki Trishę, Elizabeth i Emily Hart, brata, Briana Harta, również aktora. Ma także przyrodnią siostrę Alexandrę Hart-Gilliams, pracującą jako filmowiec. Od 19 lipca 2003 roku jest żoną muzyka Marka Wilkersona, z którym ma synów: Masona Waltera (ur. 11 stycznia 2006), Braydona Hart Wilkerson (ur. 21 marca 2008) oraz Tuckera (ur. 18 września 2012). Od 21 września 2009 roku do 27 października 2009 brała udział w programie Dancing with the Stars, gdzie zajęła 9 miejsce (na 16 możliwych). Jej partnerem był Mark Ballas.

## Filmografia
- Clarissa wyjaśni wszystko (Clarissa Explains It All, 1991-1994) jako Clarissa Darling
- Sabrina, nastoletnia czarownica (Sabrina, the Teenage Witch, 1996-2003) jako Sabrina Spellman
- Zła miłość (Twisted Desire, 1996) jako Jennifer Stanton
- Sabrina, nastoletnia czarownica (Sabrina The Teenage Witch) jako Sabrina Sawyer
- Tragiczny rejs (Two Came Back, 1997) jako Susan Clarkson
- Gwiazdor i dzieciaki (The Right Connections, 1997) jako Melanie Cambridge
- Szalona impreza (Can't Hardly Wait, 1998) jako Vicki
- Nieugięta Mary (Silencing Mary, 1998) jako Mary Stuartson
- Herkules (Hercules, 1998-1999) jako Celena (głos)
- Sabrina jedzie do Rzymu (Sabrina Goes to Rome, 1998) jako Sabrina / Sophie
- Sabrina – Podwodna przygoda (Sabrina, Down Under, 1999) jako Sabrina Spellman
- Sabrina (serial animowany) (Sabrina the Animated Series, 1999-2001) jako Ciotka Hilda Spellman / Ciotka Zelda Spellman (głos)
- To mnie kręci (Drive Me Crazy, 1999) jako Nicole Maris
- Batman: Powrót Jokera (Batman Beyond: Return of the Joker, 2000) jako Delia & Deidre Dennis / Dee Dee (głos)
- Specjalni (The Specials, 2000) jako Sunlight Grrrll
- Niebezpieczna prawda (Backflash, 2001) jako C.J.
- Wakacje. Żegnaj szkoło (Recess: School's Out, 2001) jako Becky Detweiller (głos)
- Rent Control (2002) jako Holly Washburn
- Jack Satin (2005) jako Lauren Wells
- Witamy ponownie (Jesus, Mary and Joey, 2006) jako Jackie
- Dirtbags (2006) jako Kate
- Świąteczny więzień (Holiday in Handcuffs, 2007) jako Trudie Chandler
- Whispers and Lies (2008) jako Jill Roperson
- My Fake Fiance (2009) jako Jennifer
- Satin (2010) jako Lauren Wells
- Melissa i Joey (Melissa & Joey, 2010) jako Melissa „Mel” Burke
- Bóg nie umarł 2 (God’s Not Dead 2, 2016 jako Grace Wesley
- AwanturNick (No Good Nick, 2019) jako Liz
- Rodzina pod choinkę (Christmas Reservations, 2019) jako Holly Anderson